# Rinorea elliptica
Rinorea elliptica (Oliv.) Kuntze – gatunek roślin z rodziny fiołkowatych (Violaceae). Występuje naturalnie w Somalii, Kenii, Tanzanii, Malawi oraz Mozambiku. 

## Morfologia
PokrójZimozielone drzewo lub krzew. Dorasta do 1,5–12 m wysokości.
LiścieBlaszka liściowa ma eliptyczny lub podługowaty kształt. Mierzy 4,5–9 cm długości oraz 2,5–5 cm szerokości, jest piłkowana na brzegu, ma sercowatą nasadę i ostry lub tępy wierzchołek. Przylistki są lancetowate. Ogonek liściowy jest nagi.
KwiatyZebrane w gronach o długości 10 cm, wyrastają z kątów pędów. Mają działki kielicha o owalnym kształcie i dorastające do 2 mm długości. Płatki są owalnie lancetowate, mają barwę od białej do różowawej oraz 6–10 mm długości.
OwoceTorebki mierzące 6-7 mm średnicy, o niemal kulistym kształcie.

## Biologia i ekologia
Rośnie w lasach oraz na terenach bagnistych. 